# Карны
Карны, лат. Carni, греч. Καρνίοι — племя, обитавшее в классический античный период в Восточных Альпах, в горной местности, разделяющей Норик и Венецию, потом мигрировало далее на северо-восток. Вероятно, имеют индо-европейское происхождение. От них происходят названия: историко-географическая область Карния (итал. Carnia) в Италии, горы Карнийские Альпы, герцогство Крайна, историческая область Крайна (лат. Carnia, итал. Carniola) в Словении, а также герцогство Каринтия, земля Каринтия в Австрии.
Общего мнения об их этнической принадлежности нет: часть историков относит их к галлам, часть — к адриатическим венетам, чей язык находился в отдалённом родстве с италийскими и кельтскими.
Область расселения известна нечётко: Страбон считал, что карны обитали в горах, а Птолемей помещал их города у Адриатического побережья.
По-видимому, с карнами связаны названия регионов Карния, Карантания , Карниола и Каринтия.. А также область Карновия в Силезии Дукатус (Тешинская Силезия). 
Впервые в исторических источниках карны упоминаются в связи с 186 г. до н. э., когда около 50000 карнов (вооружённые мужчины, женщины и дети) спустились на равнины (где они ранее обычно зимовали) и на холме основали укреплённое поселение Акилея.
Римляне вынудили карнов отступить обратно в горы и разрушили их поселение. Публий Сципион Назика, Гай Фламиний и Луций Манлий Ацидин основали новое оборонительное поселение на северо-восточной границе республики. По созвучию с названием бывшего поселения карнов римское получило название Аквилея.
Чтобы удержать римскую экспансию и захватить плодородные и более удобные для жизни равнины, карны попытались сформировать альянс с такими народами, как истры, япиды и тавриски (кельтское племя). В свою очередь римляне, осознавая опасность со стороны карнов и намереваясь расширить свою территорию, направили на северо-восток легионы консула Марка Эмилия Скавра, который разгромил карнов в битве 15 ноября 115 г. до н. э.
После покорения римлянами карны получили разрешение заселить и колонизировать равнину между предгорьем Альп и рекой Ливенца — территорию, которую они и ранее пытались заселить, вступая в конфликт с римлянами и венетами. 
В 1527 году Сигизмунд Герберштейн выпустил книгу "Записки о московских делах". В ней он перечисляет карнов и истров среди славяноязычных народов:

Славянский язык, ныне искаженно именуемый склавонским, распространен весьма широко: на нем говорят далматинцы, босняки, хорваты, истрийцы и далее вдоль Адриатического моря до Фриуля, карны, которых венецианцы называют карсами, а также жители Крайны, каринтийцы до самой реки Дравы, затем штирийцы ниже Граца вдоль Мура до Дуная, мизийцы, сербы, болгары и другие, живущие до самого Константинополя; кроме них чехи, лужичане, силезцы, моравы и обитатели берегов реки Вага в Венгерском королевстве, а еще поляки и русские и черкесы-пятигорцы, у Понта и, наконец, остатки вандалов, живущие кое-где на севере Германии за Эльбой. Все они причисляют себя к славянам, хотя немцы, пользуясь именем одних только вандалов, называют всех, говорящих по-славянски, одинаково вендами, виндами или виндскими.— «Записки о Московии»